# Atletica leggera ai Giochi della XVII Olimpiade - Marcia 50 km

Video della gara (film ufficiale dei Giochi)

La competizione della marcia 50 km di atletica leggera ai Giochi della XVII Olimpiade si è disputata il giorno 7 settembre 1960 a Roma.

## Finale
Lo svedese Ljunggren, oro a Londra e bronzo di Melbourne, è alla sua quarta Olimpiade. Ha 41 anni. 

Ingaggia un testa a testa con il britannico Thompson. A 5 km dalla fine i due sono ancora appaiati. Vince il britannico di soli 17 secondi con il nuovo record olimpico. Tardiva la rimonta di Pamich. In precedenza si era ritirato il campione uscente Read.
| Pos.    | Atleta               | Età | Nazione          | Tempo     |
| ------- | -------------------- | --- | ---------------- | --------- |
| Oro     | Don Thompson         | 27  | Gran Bretagna    | 4:25'30"0 |
| Argento | John Ljunggren       | 40  | Svezia           | 4:25'47"0 |
| Bronzo  | Abdon Pamich         | 26  | Italia           | 4:27'55"4 |
| 4       | Oleksandr Shcherbyna | 29  | Unione Sovietica | 4:31'44"0 |
| 5       | Thomas Misson        | 30  | Gran Bretagna    | 4:33'03"0 |
| 6       | Alex Oakley          | 34  | Canada           | 4:33'08"6 |
| 7       | Giuseppe Dordoni     | 34  | Italia           | 4:33'27"2 |
| 8       | Zora Singh           | 31  | India            | 4:37'44"6 |
| 9       | Anatolij Vedjakov    | 29  | Unione Sovietica | 4:39'57"6 |
| 10      | Antonio De Gaetano   | 26  | Italia           | 4:41'01"6 |
| 11      | Ladislav Moc         | 28  | Cecoslovacchia   | 4:42'33"6 |
| 12      | George Hazle         | 35  | Sudafrica        | 4:43'18"8 |
| 13      | Max Weber            | 38  | Germania         | 4:44'47"4 |
| 14      | Svatopluk Sýkora     | 35  | Cecoslovacchia   | 4:46'14"6 |
| 15      | Ajit Singh           | 23  | India            | 4:47'28"4 |
| 16      | Horst Astroth        | 36  | Germania         | 4:50'57"0 |
| 17      | Josef Doležal        | 39  | Cecoslovacchia   | 4:51'18"6 |
| 18      | José Ribas           | 32  | Spagna           | 4:51'20"0 |
| 19      | Ron Laird            | 22  | Stati Uniti      | 4:53'21"6 |
| 20      | Francis O'Reilly     | 36  | Irlanda          | 4:54'40"0 |
| 21      | Charel Sowa          | 27  | Lussemburgo      | 4:57'00"4 |
| 22      | Louis Marquis        | 30  | Svizzera         | 5:00'13"0 |
| 23      | Bruce MacDonald      | 32  | Stati Uniti      | 5:00'47"6 |
| 24      | John William Allen   | 34  | Stati Uniti      | 5:03'15"2 |
| 25      | Alfred Leiser        | 31  | Svizzera         | 5:06'55"0 |
| 26      | Mohamed Ben Lazhar   | 31  | Tunisia          | 5:07'57"4 |
| 27      | René Charrière       | 37  | Svizzera         | 5:09'00"8 |
| 28      | Jacques Arnoux       | 22  | Francia          | 5:10'22"0 |
| -       | Albert Johnson       | 29  | Gran Bretagna    | Squal.    |
| -       | Grigory Klimov       | 27  | Unione Sovietica | Squal.    |
| -       | Guillermo Weller     | 47  | Argentina        | Squal.    |
| -       | Kurt Sakowski        | 29  | Germania         | Squal.    |
| -       | Noel Freeman         | 21  | Australia        | Squal.    |
| -       | Ronald Crawford      | 24  | Australia        | Squal.    |
| -       | Erik Söderlund       | 35  | Svezia           | Rit.      |
| -       | Åke Söderlund        | 35  | Svezia           | Rit.      |
| -       | Norman Read          | 29  | Nuova Zelanda    | Rit.      |
| -       | Naoui Zlassi         | 30  | Tunisia          | Rit.      |
| -       | Béla Dinesz          | 29  | Ungheria         | Rit.      |